# Renaissance de Berkane
El Renaissance Sportive Berkane (en árabe: نادي النهضة الرياضية البركانية‎; en español: Renacimiento Deportivo de Berkane), conocido también como el RS Berkane, es un equipo de fútbol de Marruecos que milita en la GNF 1, la liga de fútbol más importante del país.

## Historia

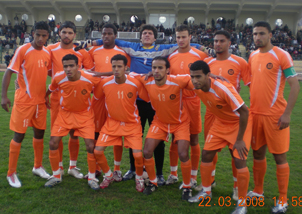
El Renaissance Berkane en 2009.

Fue fundado en el año 1938 en la ciudad de Berkane y juega en la GNF 1 desde la temporada 2010/11 tras jugar en la GNF 2. Su máximo logro en liga ha sido un subcampeonato en la temporada 1983 y en la copa llegaron a la final en 1987.
A nivel internacional han participado en un torneo continental, en la Copa Confederación de la CAF 2015, en la cual fueron eliminados en la ronda preliminar por el Onze Créateurs de Malí, y en la edición 2019-20 logró el campeonato y su primer título internacional.

## Participación en competiciones de la CAF
| Temporada | Torneo                       | Ronda             | Club                      | Casa         | Visita       | Global       |
| --------- | ---------------------------- | ----------------- | ------------------------- | ------------ | ------------ | ------------ |
| 2015      | Copa Confederación de la CAF | Preliminar        | Onze Créateurs            | 2-1          | 0-1          | 2-2 (v.)     |
| 2018      | Copa Confederación de la CAF | Preliminar        | Mbour Petite-Côte         | 2-1          | 1-1          | 3-2          |
| 2018      | Copa Confederación de la CAF | 1                 | Club Africain             | 3-1          | 1-0          | 4-1          |
| 2018      | Copa Confederación de la CAF | 2                 | Génération Foot           | 1-3          | 2-0          | 3-3 (v.)     |
| 2018      | Copa Confederación de la CAF | Fase de grupos    | Al-Masry                  | 0-0          | 0-1          | 1º lugar     |
| 2018      | Copa Confederación de la CAF | Fase de grupos    | UD Songo                  | 2-1          | 2-0          | 1º lugar     |
| 2018      | Copa Confederación de la CAF | Fase de grupos    | Al-Hilal Omdurmán         | 1-0          | 2-0          | 1º lugar     |
| 2018      | Copa Confederación de la CAF | Cuartos de final  | Vita Club                 | 1-3          | 1-1          | 2-4          |
| 2018-19   | Copa Confederación de la CAF | 1                 | Al-Ittihad                | 3-0          | 1-0          | 4-0          |
| 2018-19   | Copa Confederación de la CAF | 2                 | ASC Diaraf                | 0-2          | 5-1          | 5-3          |
| 2018-19   | Copa Confederación de la CAF | Fase de grupos    | Hassania Agadir           | 2-1          | 0-1          | 1º lugar     |
| 2018-19   | Copa Confederación de la CAF | Fase de grupos    | Raja Casablanca           | 0-0          | 2-4          | 1º lugar     |
| 2018-19   | Copa Confederación de la CAF | Fase de grupos    | AS Otôho                  | 3-0          | 1-1          | 1º lugar     |
| 2018-19   | Copa Confederación de la CAF | Cuartos de final  | Gor Mahia                 | 5-1          | 2-0          | 7-1          |
| 2018-19   | Copa Confederación de la CAF | Semifinales       | CS Sfaxien                | 3-0          | 0-2          | 3-2          |
| 2018-19   | Copa Confederación de la CAF | Final             | Zamalek                   | 1-0          | 0-1          | 1-1 (3-5 p.) |
| 2019-20   | Copa Confederación de la CAF | 1                 | Ashanti Gold              | 2-3          | 2-0          | 4-3          |
| 2019-20   | Copa Confederación de la CAF | Ronda de Play-off | Fosa Juniors              | 0-2          | 5-0          | 5-2          |
| 2019-20   | Copa Confederación de la CAF | Fase de grupos    | Zanaco                    | 1-1          | 1-1          | 1º lugar     |
| 2019-20   | Copa Confederación de la CAF | Fase de grupos    | DC Motema Pembe           | 3-0          | 0-1          | 1º lugar     |
| 2019-20   | Copa Confederación de la CAF | Fase de grupos    | ESAE                      | 3-0          | 5-1          | 1º lugar     |
| 2019-20   | Copa Confederación de la CAF | Cuartos de final  | Al-Masry                  | 1-0          | 2-2          | 3-2          |
| 2019-20   | Copa Confederación de la CAF | Semifinales       | Hassania Agadir           | 2-1          | 2-1          | 2-1          |
| 2019-20   | Copa Confederación de la CAF | Final             | Pyramids                  | 1-0          | 1-0          | 1-0          |
| 2021-I    | Supercopa de la CAF          | Final             | Al-Ahly                   | 0-2          | 0-2          | 0-2          |
| 2020-21   | Copa Confederación de la CAF | 1                 | Tevragh-Zeïna             | 0-0          | 2-0          | 2-0          |
| 2020-21   | Copa Confederación de la CAF | Fase de grupos    | NAPSA Stars Football Club | 2-0          | 0-1          | 3º lugar     |
| 2020-21   | Copa Confederación de la CAF | Fase de grupos    | Coton Sport               | 2-1          | 0-2          | 3º lugar     |
| 2020-21   | Copa Confederación de la CAF | Fase de grupos    | ESAE                      | 0-0          | 0-0          | 3º lugar     |
| 2021-22   | Copa Confederación de la CAF | 2                 | US Ben Guerdane           | 1-0          | 4-0          | 5-0          |
| 2021-22   | Copa Confederación de la CAF | Ronda de Play-Off | APR                       | 0-0          | 2-1          | 2-1          |
| 2021-22   | Copa Confederación de la CAF | Fase de grupos    | Simba                     | 2-0          | 0-1          | 1º lugar     |
| 2021-22   | Copa Confederación de la CAF | Fase de grupos    | Mimosas                   | 1-0          | 1-3          | 1º lugar     |
| 2021-22   | Copa Confederación de la CAF | Fase de grupos    | USGN                      | 5-3          | 2-2          | 1º lugar     |
| 2021-22   | Copa Confederación de la CAF | Cuartos de final  | Al-Masry                  | 1-2          | 1-0          | 2-2 (v.)     |
| 2021-22   | Copa Confederación de la CAF | Semifinales       | Mazembe                   | 0-1          | 4-1          | 4-2          |
| 2021-22   | Copa Confederación de la CAF | Final             | Orlando Pirates           | 1-1 (5-4 p.) | 1-1 (5-4 p.) | 1-1 (5-4 p.) |
| 2022      | Supercopa de la CAF          | Final             | Wydad Casablanca          | 2-0          | 2-0          | 2-0          |
| 2022-23   | Copa Confederación de la CAF | 2                 | Kwara United              | 1-3          | 2-0          | 3-3 (v.)     |
| 2022-23   | Copa Confederación de la CAF | Ronda de Play-Off | US Monastir               | 0-1          | 0-0          | 0-1          |
| 2023-24   | Copa Confederación de la CAF | 2                 | Bendel Insurance          | 2-2          | 1-0          | 3-2          |
| 2023-24   | Copa Confederación de la CAF | Fase de grupos    | Sekhukhune United         | 2-0          | 0-0          | 1º lugar     |
| 2023-24   | Copa Confederación de la CAF | Fase de grupos    | Stade Malien              | 2-1          | 3-0          | 1º lugar     |
| 2023-24   | Copa Confederación de la CAF | Fase de grupos    | Diables Noirs             | 2-0          | 1-1          | 1º lugar     |
| 2023-24   | Copa Confederación de la CAF | Cuartos de final  | Abu Salem                 | 0-0          | 3-2          | 3-2          |
| 2023-24   | Copa Confederación de la CAF | Semifinales       | USM Alger                 | 3-0          | 3-0          | 6-2          |
| 2023-24   | Copa Confederación de la CAF | Final             | Zamalek                   | 2-1          | 0-1          | 2-2 (v.)     |
| 2024-25   | Copa Confederación de la CAF | 2                 | Dadje                     | 2-0          | 5-0          | 7-0          |
| 2024-25   | Copa Confederación de la CAF | Fase de grupos    | Lunda Sur                 | 2-0          | 0-0          | 1º lugar     |
| 2024-25   | Copa Confederación de la CAF | Fase de grupos    | Stellenbosch              | 3-1          | 5-0          | 1º lugar     |
| 2024-25   | Copa Confederación de la CAF | Fase de grupos    | Stade Malien              | 1-0          | 1-0          | 1º lugar     |
| 2024-25   | Copa Confederación de la CAF | Cuartos de final  | Mimosas                   | 1-0          | 1-0          | 2-0          |
| 2024-25   | Copa Confederación de la CAF | Semifinales       | CS Constantine            | 4-0          | 0-1          | 4-1          |
| 2024-25   | Copa Confederación de la CAF | Final             | Simba                     | 2-0          | 1-1          | 3-1          |

## Palmarés
| Competición nacional (4 títulos) | Títulos           | Subcampeonatos |
| -------------------------------- | ----------------- | -------------- |
| BOTOLA (1)                       | 2025.             | 1983           |
| Copa del Trono (3)               | 2018, 2021, 2022. | 1987, 2014.    |

| Competición internacional (4 títulos) | Títulos           | Subcampeonatos |
| ------------------------------------- | ----------------- | -------------- |
| Copa Confederación de la CAF (3)      | 2020, 2022, 2025. | 2019, 2024.    |
| Supercopa de la CAF (1)               | 2022.             | 2021-I.        |